# Pyrausta gentillalis
Pyrausta gentillalis là một loài bướm đêm trong họ Crambidae.